# Polcon
Polcon – najstarszy i przez lata największy polski konwent fanów fantastyki.
Polcon jest imprezą wędrowną, co roku odbywa się w innym miejscu, organizowany przez lokalny klub fantastyki, na wzór Euroconów czy Worldconów. Miejsce wybierane jest na dwa lata naprzód przez Forum Fandomu na Polconie spośród propozycji klubów chcących podjąć się organizacji. Głosować może każdy uczestnik Polconu, który pojawi się na FF.
Podczas Polconu wybierani są co roku laureaci literackiej nagrody im. Janusza A. Zajdla – w dwóch kategoriach (powieść i opowiadanie), w głosowaniu biorą udział uczestnicy konwentu oraz osoby, które opłaciły tzw. akredytację wspierającą dającą prawo głosowania drogą pocztową oraz materiały konwentowe.
Tradycją Polconu są Goście Honorowi – zawsze w kategoriach twórca, wydawca, fan, a czasem także popularyzator lub promotor. Zazwyczaj na Polconie pojawiają się również goście zagraniczni.

## Dotychczasowe Polcony
Źródło

- 2025 - Warszawa (Bazyliszek) - zapowiedziany[4]
- 2024 - Toruń (Copernicon)[5]
- 2023 - Łódź
- 2022 – Kraków
- 2021 – Zielona Góra
- 2020 – konwent nie odbył się, nagrodę Zajdla przyznano podczas gali transmitowanej online
- 2019 – Białystok
- 2018 – Toruń
- 2017 – Lublin
- 2016 – Wrocław
- 2015 – Poznań[6]
- 2014 – Bielsko-Biała
- 2013 – Warszawa
- 2012 – Wrocław
- 2011 – Poznań
- 2010 – Cieszyn oraz Czeski Cieszyn, (jako Tricon czyli Eurocon – Parcon – Polcon)
- 2009 – Łódź
- 2008 – Zielona Góra
- 2007 – Warszawa
- 2006 – Lublin
- 2005 – Błażejewko koło Poznania
- 2004 – Zielona Góra
- 2003 – Elbląg
- 2002 – Kraków
- 2001 – Katowice
- 2000 – Gdynia (jako Eurocon – Polcon – Baltcon)[7]
- 1999 – Warszawa
- 1998 – Białystok
- 1997 – Katowice
- 1996 – konwent nie odbył się, nagrodę Zajdla przyznano na Nordconie.
- 1995 – Jastrzębia Góra (jako Polcon i Nordcon)
- 1994 – Lublin
- 1993 – Waplewo koło Olsztyna
- 1992 – Białystok
- 1991 – Kraków (jako Eurocon – Polcon – Cracon)
- 1990 – Waplewo koło Olsztyna
- 1989 – Gdańsk
- 1988 – Katowice
- 1987 – Warszawa
- 1986 – Katowice (jako Polcon – Silcon)
- 1985 – Błażejewko koło Poznania